# The Show Must Go On (Grimm)
The Show Must Go On (conocido en español como El espectáculo debe continuar) es el décimo sexto episodio de la tercera temporada de la serie de televisión estadounidense de drama sobrenatural y policíaco: Grimm. El guion principal del episodio fue coescrito por los guionistas Marc Gaffen y Kyle McVey, y la dirección general estuvo a cargo de Paul A. Kaufman.
El episodio se transmitió originalmente el 21 de marzo del año 2014 por la cadena de televisión estadounidense NBC. Para la emisión de Hispanoamérica, el estreno se llevó a cabo el 14 de abril del 2014 por el canal Universal Channel.
La trama policial semanal gira en torno de dos chicas asesinadas, luego de ir a un circo wesen y tomar unas copas con el blutbad que protagonizaba el show. Nick y Hank comienzan a investigar y con la ayuda de Monroe y Rosalee, descubren que cuando los wesen son explotados en espectáculos y forzados a repetir su transformación (woge), pueden padecer una enfermedad llamada umkippen, debido a la cual el lado wesen y los impulsos primarios toman control de la persona, volviéndose muy peligrosos y violentos. En la trama general de la serie, Meisner y Adalind -quien lleva al bebé consigo- se encuentran con Sebastien, en su huida de Viktor. Sebastien -terriblemente herido por la tortura a que lo sometió Viktor en el capítulo anterior- decide quedarse a esperar a los perseguidores mientras Meisner y Adalind huyen. En el enfrentamiento Sebastien es asesinado por Viktor, pero el resto de sus hombres resultan muertos. Monroe le pide a Nick que sea su padrino de bodas y Rosalee le pide a Juliette que sea su dama de compañía.

## Título y epígrafe
El título "The Show Must Go On" (El espectáculo debe continuar) es una expresión tradicional del mundo del espectáculo, que incluso ha servido de título a una conocida canción de la banda de rock Queen. El título alude a la trama principal del capítulo que transcurre en un circo.
El epígrafe del capítulo corresponde al libro Through the Brazilian Wilderness (A través de la selva brasileña, 1914) de Theodore Roosevelt, en el que el expresidente de Estados Unidos relata la Expedición científica Roosevelt-Rondon a la Amazonia brasileña -luego de atravesar Argentina y Paraguay- realizada en cooperación con el gobierno de Brasil:

Versión en inglés

Under such conditions, whatever is evil in men's natures comes to the front.
Versión en español
Hispanoamérica
Bajo ciertas condiciones, la maldad en la naturaleza humana, emerge.
España
En tales condiciones, toda la maldad que hay en el hombre por naturaleza sale a la luz.

## Argumento
La trama policial semanal se inicia con el asesinato de dos mujeres, luego de haber ido a un circo en el que son exhibidos algunos wesen, haciéndole creer al público que se trata de sofisticados trucos. Las dos jóvenes invitan a su casa a Max, un blutbad que es la estrella del show. Pero Max pierde el control y las dos jóvenes mueren violentamente. Nick y Hank comienzan a investigar y rápidamente localizan el circo, pero Monroe y Rosalee le advierten que muchos de esos circos explotan a los wesen, forzándolos a transformarse (woge) una y otra vez, causándoles en muchos casos una enfermedad que se llama umkippen, que en alemán significa "cambio brusco", "desmayo", "pérdida del equilibrio". Como la palabra lo sugiere, cuando un wesen sufre de umkippen, su lado wesen toma control de él y sus impulsos primarios no tienen frenos. Rosalee lo convence a Monroe de ir al circo para ayudar a los wesen explotados. Un malentendido permite que Rosalee sea contratada como wesen para actuar esa misma noche. Allí se entera de que el asesino de las dos mujeres no era Max, sino que era el dueño del circo, Hedig, un löwen que venía matando a las mujeres con las que ocasionalmente salía Max, para evitar el escándalo cuando perdía el control debido al umkippen. Finalmente los wesen que Hedig explotaba se sublevan y lo matan. Nick, Hank y el capitán Renard deciden cerrar el caso y los wesen finalmente se liberan y dejan el circo.
En la trama general de la serie, Meisner y Adalind con el bebé, están escapando de Viktor, que los busca para apropiarse del niño recién nacido. Meisner piensa que lo más inteligente es dirigirse al lugar en el que Sebastien los dejó, debido a que sería el último lugar en que los buscarían. Allí encuentran los dos autos de los perseguidores y a Sebastien, muy lastimado por la tortura en uno de ellos. Sebastien toma la decisión entonces de quedarse para enfrentarse a los perseguidores y darles tiempo de huir a Meisner y Adalind. Al volver los perseguidores Sebastien mata a tres de sus torturadores, pero se queda sin balas cuando se enfrenta a Viktor, quien entonces lo mata.
Monroe le pide a Nick que sea su padrino de bodas y Rosalee le pide a Juliette que sea su dama de compañía. El pedido tiene sus complicaciones porque Nick es un grimm y la boda estará llena de wesens, algo que eventualmente podría terminar en una tragedia. 

### Detalles
- Rosalee menciona al pasar el Código de Suabia, una especie de Código Penal wesen, de importancia máxima en su cultura. En otros episodios se aclararà que el Código de Suabia es el nombre con que se conoce el Gesetzbuch Ehrenkodex, que en alemán quiere decir "libro de la ley de código de honor".

## Elenco regular
- David Giuntoli como Nick Burkhardt.
- Russell Hornsby como Hank Griffin.
- Bitsie Tulloch como Juliette Silverton.
- Silas Weir Mitchell como Monroe.
- Sasha Roiz como el capitán Renard.
- Bree Turner como Rosalee Calvert.
- Claire Coffee como Adalind Schade.
- Reggie Lee como el sargento Wu.